# Charles-Henri Grétouce
Charles-Henri Grétouce, né le 9 mai 1977 aux Abymes en Guadeloupe, est un joueur français de basket-ball. Il joue au poste d'ailier.

## Clubs
- 1996-2000 :  Bondy (Nationale 2) - (Pro B)
- 2000-2001 :  Bourg-en-Bresse (Pro A)
- 2001-2004 :  Beauvais (Pro B)
- 2004-2006 :  Saint-Quentin (Pro B)
- 2005-2006 :  Golbey-Épinal (Pro B)
- 2006-2008 :  Charleville (Nationale 1)
- 2008-2010 :  Challans (Nationale 1)
- 2010-2011 :  La Pontoise Basket Club (Nationale 2, poule A)